# أفضل ممارسات حالية
يشير مصطلح أفضل الممارسات الحالية (BCP) إلى مستوى حركي واقعي للأداء في الهندسة وتقنية المعلومات. وهي أكثر مرونة من الممارسات المعيارية بسبب التطوير المستمر للتقنيات والأدوات.
تنشر اللجنة الخاصة لنظام الإنترنت مستندات أفضل ممارسات حالية في سلسلة مستندات مرقمة. وتقترن جميع مستندات هذه السلسلة مع مستند طلب التعليقات. أفضل الممارسات الحالية عبارة عن مستند المبادئ التوجيهية والعمليات والأساليب وغيرها من الأمور غير القابلة لتوحيد المقاييس. تم تعريف عملية توحيد مقاييس الإنترنت ذاتها في سلسلة لأفضل الممارسات الحالية، على أنها الهيكل التنظيمي الرسمي لفريق مهام هندسة الإنترنت والمجموعة التوجيهية لشؤون الإنترنت والهندسة وهيئة هندسة الإنترنت ومجموعات أخرى مشتركة في هذه العملية. تحدد سلسلة مستندات فريق مهام هندسة الإنترنت بروتوكولات الإنترنت المعيارية، مثل بروتوكول الإنترنت وبروتوكول التحكم في الإرسال ونظام أسماء النطاقات.)
عادة ما يشير رقم طلب التعليقات المقدم إلى إصدار محدد للمستند ولكن يشير رقم مستند أفضل الممارسات الحالية إلى أحدث مراجعة للوثيقة. لذا في كثير من الأحيان تشير الاستشهادات إلى كل من رقم أفضل الممارسات الحالية ورقم طلب التعليقات.
أمثلة: أفضل الممارسات الحالية 38 وأفضل الممارسات الحالية 47.

## وصلات خارجية
- IETF's BCP Index